# Delbert McClinton
Delbert McClinton, né le 4 novembre 1940 à Lubbock, Texas, est un auteur-compositeur-interprète et multi-instrumentiste (guitariste, pianiste et harmoniciste) américain de blues et americana.
Actif depuis 1962 et comme leader d'un groupe depuis 1972, il a enregistré plusieurs albums de labels majeurs, et signé des singles dans le Billboard Hot 100, Mainstream Rock Tracks, et Hot Country Songs charts. Il a remporté deux Grammy Award du meilleur album de blues contemporain pour ses albums Nothing Personal (en) (2001) et The Cost of Living (2006).
McClinton est le sujet du documentaire musical Rocking the Boat: A Musical Conversation and Journey, réalisé par Jay Curlee.
McClinton a enregistré le titre d’ouverture Weatherman pour le film de Bill Murray : Un jour sans fin.
Parmi ses principaux succès figurent :
- Givin' It Up for Your Love (Top 40 et no 8 au Billboard Hot 100)
- Good Man, Good Woman (Grammy Award en 1991 avec Bonnie Raitt)
- Two More Bottles Of Wine (écrit par McClinton mais resté célèbre par l'interprétation de Emmylou Harris en 1978)
- Starting A Rumor
- Every Time I Roll The Dice
- She's Not There Anymore

## Albums studio
| Année | Album                          | Classement    | Classement | Classement | Classement    | Label         |
| Année | Album                          | US Blues (en) | US Country | US         | US Indie (en) | Label         |
| ----- | ------------------------------ | ------------- | ---------- | ---------- | ------------- | ------------- |
| 1972  | Delbert & Glen                 |               |            |            |               | Clean         |
| 1973  | Subject to Change              |               |            |            |               | Clean         |
| 1975  | Victim of Life's Circumstances |               |            |            |               | ABC           |
| 1976  | Genuine Cowhide                |               |            |            |               | ABC           |
| 1977  | Love Rustler                   |               | 49         |            |               | ABC           |
| 1978  | Second Wind                    |               |            |            |               | Mercury       |
| 1979  | Keeper of the Flame            |               |            | 146        |               | Mercury       |
| 1980  | The Jealous Kind               |               |            | 34         |               | Capitol       |
| 1981  | Plain from the Heart           |               |            | 181        |               | Capitol       |
| 1987  | Honky Tonkin'                  |               |            |            |               | MCA           |
| 1989  | Honky Tonkin'                  |               |            |            |               | Alligator     |
| 1989  | Live from Austin               |               |            |            |               | Alligator     |
| 1990  | I'm with You                   |               |            |            |               | Curb          |
| 1992  | Never Been Rocked Enough       |               |            | 118        |               | Curb          |
| 1993  | Feelin' Alright                |               |            |            |               | Intermedia    |
| 1993  | Delbert McClinton              |               |            |            |               | Curb          |
| 1994  | Shot from the Saddle           |               |            |            |               | Mercury       |
| 1994  | Honky Tonk 'n Blues            |               |            |            |               | MCA           |
| 1995  | Let the Good Times Roll        |               |            |            |               | MCA           |
| 1997  | One of the Fortunate Few       | 2             | 15         | 116        |               | Rising Tide   |
| 2001  | Nothing Personal (en)          | 1             | 20         | 103        | 3             | New West      |
| 2002  | Room to Breathe (en)           | 1             | 12         | 84         | 3             | New West      |
| 2003  | Live                           |               | 44         |            | 31            | New West      |
| 2005  | Cost of Living                 | 1             | 14         | 105        | 16            | New West      |
| 2006  | Live from Austin, TX           |               |            |            |               | New West      |
| 2007  | Rockin' Blues                  |               |            |            |               | Direct Source |
| 2009  | Acquired Taste                 | 1             |            | 131        | 23            | New West      |
| 2013  | Blind, Crippled and Crazy      | 1             |            | 172        | 36            | New West      |
| 2017  | Prick of the Litter            | 2             |            |            | 18            | Hot Shot      |